# 网纹梯形蟹
网纹梯形蟹（学名：Trapezia areolata）为扇蟹科梯形蟹属的动物。分布于塔希提、萨瓦伊岛、萨摩亚群岛以及中国大陆的西沙群岛等地，生活环境为海水，常生活于鹿角珊瑚枝丛间。